# Carlosama (ort i Colombia)
Carlosama är en ort i Colombia.   Den ligger i departementet Nariño, i den sydvästra delen av landet, 600 km sydväst om huvudstaden Bogotá. Carlosama ligger 3 027 meter över havet och antalet invånare är 2 010.
Terrängen runt Carlosama är kuperad åt nordost, men åt sydväst är den platt. Runt Carlosama är det ganska tätbefolkat, med 65 invånare per kvadratkilometer. Närmaste större samhälle är Ipiales, 9,4 km öster om Carlosama. Omgivningarna runt Carlosama är en mosaik av jordbruksmark och naturlig växtlighet.